# ФК Приста 2000
ФК Приста 2000 (кв. Средна кула гр. Русе) е футболен отбор от град Русе основан през 1948 г. под името Левски с. Средна кула (тогава все още Средна кула е било село по късно става квартал на гр. Русе). През годините клуба носи имената: „Левски“, „Урожай“, „Ботев“, „Средна кула“, „Спартак“ и „Приста“. През 2000 г. е регистриран „Приста 2000“. Екипи бяло и червено.